# 4801 Ohre
4801 Ohre је астероид главног астероидног појаса чија средња удаљеност од Сунца износи 2,642 астрономских јединица (АЈ).
Апсолутна магнитуда астероида је 12,5.